# Marco Sprizzi
Marco Sprizzi (ur. 7 października 1967 w Mesynie) – włoski duchowny katolicki, urzędnik Kurii Rzymskiej, przewodniczący Biura Pracy Stolicy Apostolskiej od 2025.

## Życiorys
26 czerwca 1999 otrzymał święcenia kapłańskie i został inkardynowany do diecezji Mesyny. W 2000 rozpoczął przygotowanie do służby dyplomatycznej na Papieskiej Akademii Kościelnej. W 2003 rozpoczął pracę w nuncjaturze apostolskiej w Brazylii. Następnie był sekretarzem nuncjatur w Stanach Zjednoczonych (2008–2011) i Indiach (2011–2014). Następnie pełnił funkcję radcy nuncjatur: w Korei Południowej  (2014–2019), i w Malezji (2019–2025).
31 stycznia 2025 papież Franciszek mianował go przewodniczącym Biura Pracy Stolicy Apostolskiej.